# Azar Nafisi
Azar Nafisi (Teheran, Iran, 1955) és una escriptora i professora a la Universitat Johns Hopkins. És una destacada defensora dels drets humans a l'Iran, particularment pel que fa a les dones i els joves. Exiliada als Estats Units des del 1997, actualment és professora d'estètica, cultura i literatura a la Universitat Johns Hopkins de Washington. Va estudiar a la Gran Bretanya i els Estats Units, i va impartir classes a les universitats d'Oxford i de Teheran, d'on va ser expulsada el 1981 per negar-se a dur el vel. Aleshores va crear, amb set de les seves alumnes, un grup de lectura clandestí a casa seva, experiència que recull el llibre Leer Lolita en Teherán (El Aleph, 2003), que va aconseguir un gran èxit internacional. La seva darrera publicació, Cosas que he callado (Duomo, 2010), narra la història de la seva família, molt vinculada al govern del xa –el seu pare va ser alcalde de Teheran i la seva mare, una de les úniques sis dones diputades al parlament iranià–, així com els seus records durant la Revolució islàmica.

## Publicacions destacades
- Nafisi, Azar. Images of Women in Classical Persian Literature and the Contemporary Iranian Novel. A The Eye of the Storm: Women in Post-Revolutionary Iran. Ed. Mahnaz Afkhami i Erika Friedl. Nova York: Syracuse University Press, 1994. 115-130.
- Anti-Terra: A Critical Study of Vladimir Nabokov’s Novels (1994).
- Nafisi, Azar. Imagination as Subversion: Narrative as a Tool of Civic Awareness. A Muslim Women and the Politics of Participation. Ed. Mahnaz Afkhami i Erika Friedl. Nova York: Syracuse University Press, 1997. 58-71.
- Tales of Subversion: Women Challenging Fundamentalism in the Islamic Republic of Iran. A Religious Fundamentalisms and the Human Rights of Women (1999).
- Reading Lolita in Tehran (2003).
- Things I've been silent about. Random House Trade Paperbacks